# Геркалиу, Рональд
Рональд Геркалиу (по-немецки) или Рональд Герчалью (по-албански) (нем. Ronald Gercaliu, алб. Ronald Gërçaliu; 12 февраля 1986, Тирана, Албания) — австрийский футболист албанского происхождения, защитник. Сыграл 14 матчей за национальную сборную Австрии.

## Карьера

### Клубная
Воспитанник футбольных школ тиранского «Партизани» и «Штурма» из Граца, в котором и начал профессиональную карьеру в 2004 году. В 2006 году перешёл в «Ред Булл Зальцбург», который заплатил за его трансфер 1 млн евро. Дебютировал в составе «Зальцбурга» 26 февраля, однако, уже во втором матче получил травму, из-за чего выбыл до конца сезона, и по его завершении, в июне того же года, вернулся в «Штурм». В 2007 году перешёл в венскую «Аустрию», в составе которой дебютировал 25 февраля, в том же году выиграл Кубок Австрии, а 7 октября 2007 года забил свой первый гол на профессиональном уровне. Летом 2008 года снова перешёл в «Ред Булл Зальцбург». 28 июня 2009 года как свободный агент подписал контракт с «Магной». По окончании сезона 2009/10 ушёл из «Магны» и подписал контракт с клубом 2 немецкой Бундеслиги «Ингольштадт 04».

### В сборной
В составе главной национальной сборной Австрии дебютировал 17 августа 2005 года в товарищеском матче со сборной Шотландии. Участник чемпионата Европы 2008 года.

## Достижения
- Чемпион Австрии (1): 2008/09
- Обладатель Кубка Австрии (1): 2006/07